# Velika nagrada Južne Afrike 1981
Velika nagrada Južne Afrike 1981 je bila edina neprvenstvena dirka Formule 1 v sezoni 1981. Odvijala se je 7. februarja 1981 na dirkališču Kyalami.

## Dirka
| Poz | Dirkač            | Moštvo          | Krogi | Čas/Odstop |
| --- | ----------------- | --------------- | ----- | ---------- |
| 1   | Carlos Reutemann  | Williams-Ford   | 77    |            |
| 2   | Nelson Piquet     | Brabham-Ford    | 77    |            |
| 3   | Elio De Angelis   | Lotus-Ford      | 77    |            |
| 4   | Keke Rosberg      | Fittipaldi-Ford | 76    | + 1 krog   |
| 5   | John Watson       | McLaren-Ford    | 76    | + 1 krog   |
| 6   | Riccardo Patrese  | Arrows-Ford     | 76    | + 1 krog   |
| 7   | Eddie Cheever     | Tyrrell-Ford    | 76    | + 1 krog   |
| 8   | Ricardo Zunino    | Brabham-Ford    | 75    | + 2 kroga  |
| 9   | Chico Serra       | Fittipaldi-Ford | 75    | + 2 kroga  |
| 10  | Nigel Mansell     | Lotus-Cosworth  | 74    | + 3 krogi  |
| 11  | Derek Daly        | March-Cosworth  | 74    | + 3 krogi  |
| Ods | Alan Jones        | Williams-Ford   | 62    | Šasija     |
| Ods | Marc Surer        | Ensign-Ford     | 58    | El. sistem |
| Ods | Andrea De Cesaris | McLaren-Ford    | 54    | Trčenje    |
| Ods | Desiré Wilson     | Tyrrell-Ford    | 51    | Trčenje    |
| Ods | Eliseo Salazar    | March-Ford      | 32    | Menjalnik  |
| Ods | Jan Lammers       | ATS-Ford        | 16    | Zavore     |
| Ods | Siegfried Stohr   | Arrows-Ford     | 12    | Motor      |
| Ods | Geoff Lees        | Theodore-Ford   | 11    | Trčenje    |